# Luis Schmidt Quezada
Luis Schmidt Quezada (Angol, 1 de julio de 1887-Santiago, 8 de diciembre de 1959) fue un abogado y político chileno de ascendencia alemana, miembro del Partido Liberal (PL). Se desempeñó como ministro de Estado del presidente Carlos Ibáñez del Campo durante su primer gobierno, así como alcalde de Arica.

## Familia y estudios
Nació en la comuna chilena de Angol el 1 de julio de 1887, hijo del matrimonio conformado por Juana Quezada del Río y el inmigrante alemán Teodoro Schmidt Weichsel, quien llegó a Chile en el año 1858, a los veinticuatro años de edad. Realizó sus estudios superiores en la Universidad de Chile, egresando como abogado en 1902.
Se casó en primera instancia con Carolina Mac-Quade Recart y en segundas nupcias, tras enviudar, con la hermana de ésta, Juana, hijas ambas de Guillermo Mac-Quade Azócar y Carolina Recart Novion. Con esta última fue padre de Lucía y Luis Alfredo, quién se casó con Luz Montes Velasco, y tuvo a Carolina Schmidt, ministra de Estado durante los dos gobiernos del presidente Sebastián Piñera.

## Carrera profesional y política
Se dedicó a ejercer libremente su profesión, incorporándose a la administración pública como director general de la Empresa de los Ferrocarriles del Estado (EFE). Luego, ejerció como director de la Universidad Técnica Federico Santa María. También fue vicepresidente del Banco Central, ente estatal en el que permaneció un periodo de quince años.
Militante del Partido Liberal (PL), el 24 de febrero de 1928 fue nombrado por el presidente Carlos Ibáñez del Campo como titular del Ministerio de Fomento, cargo que ocupó hasta el 23 de agosto de 1929. De manera simultánea, entre los días 6 y 21 de junio de 1928, actuó como titular del Ministerio de Bienestar, en calidad de interino.